# Fūmestān
Fūmestān (persiska: فومستان, فُّمِستَن) är en ort i Iran.   Den ligger i provinsen Hormozgan, i den södra delen av landet, 1 000 km söder om huvudstaden Teheran. Fūmestān ligger 71 meter över havet och antalet invånare är 835.
Terrängen runt Fūmestān är varierad. Runt Fūmestān är det glesbefolkat, med 11 invånare per kvadratkilometer. Närmaste större samhälle är Gāvbandī, 2,6 km söder om Fūmestān. Trakten runt Fūmestān är ofruktbar med lite eller ingen växtlighet.